# イタリアの宗教
イタリアの宗教 (2021年)
イタリアの宗教 (2016年)
イタリアの宗教 (2011年)

イタリアは、歴史的に4世紀からのローマ帝国におけるキリスト教布教の中心で、現在でもバチカン市国を地理的に内包しており、キリスト教なかでもカトリック教会が根付いている。

## 概要
2014年のイタリアの民間調査機関it:EURISPESによる世論調査では、75.2%がカトリック（33.1%は信仰を実践している、42.1%は実践していない）であると回答している。またカトリックと回答したものの内28.8%が「毎週教会に行く」と回答した。
カトリック以外の残り約25%の大半は無宗教または無神論者で、数%のムスリムの他、その他宗教が１%未満となっていた。調査年度および機関が異なるが、2012年度ではムスリム3.7%、その他の宗教が0.6%との集計が出ていた。
なお、カトリックが大多数ではあるが、教義に反して同棲・離婚・妊娠中絶などについては大多数が肯定的であるとの報告も出ている。

### 過去の調査結果
2011年のイプソス・モリによる調査によると、イタリア人の77%はキリスト教徒で、15%は無宗教、無神論または不可知論者、2%は不特定の他の宗教、1%はムスリム、5%はこの質問に答えなかった。
2005年のユーロバロメーター調査によると、イタリア国民の74%が「神は存在すると信じる」、16%が「何らかの霊や生気が存在すると信じる」、6%が「どんな霊や生気、神も存在するとは信じない」と回答した。
| 宗教                         | ％  | ％  |
| ---------------------------- | --- | --- |
| キリスト教                   | 80  | 80  |
| カトリック教会               | 78  | 78  |
| プロテスタント               | 1   | 1   |
| 他のキリスト教諸派           | 1   | 1   |
| その他の宗教                 | 5   | 5   |
| 無宗教                       | 15  | 15  |
| 概して特定の宗教を信仰しない | 9   | 9   |
| 無神論                       | 6   | 6   |
| 合計                         | 100 | 100 |

## 統計
| イタリアの宗教 (2018年) | イタリアの宗教 (2018年) | イタリアの宗教 (2018年) | イタリアの宗教 (2018年) | イタリアの宗教 (2018年) |
| ----------------------- | ----------------------- | ----------------------- | ----------------------- | ----------------------- |
|                         |                         |                         |                         |                         |
| カトリック              | カトリック              |                         | 66.9%                   | 66.9%                   |
| 無宗教                  | 無宗教                  |                         | 24.5%                   | 24.5%                   |
| イスラム教              | イスラム教              |                         | 3.1%                    | 3.1%                    |
| 正教会                  | 正教会                  |                         | 0.8%                    | 0.8%                    |
| その他                  | その他                  |                         | 3.0%                    | 3.0%                    |
| プロテスタント          | プロテスタント          |                         | 1.1%                    | 1.1%                    |

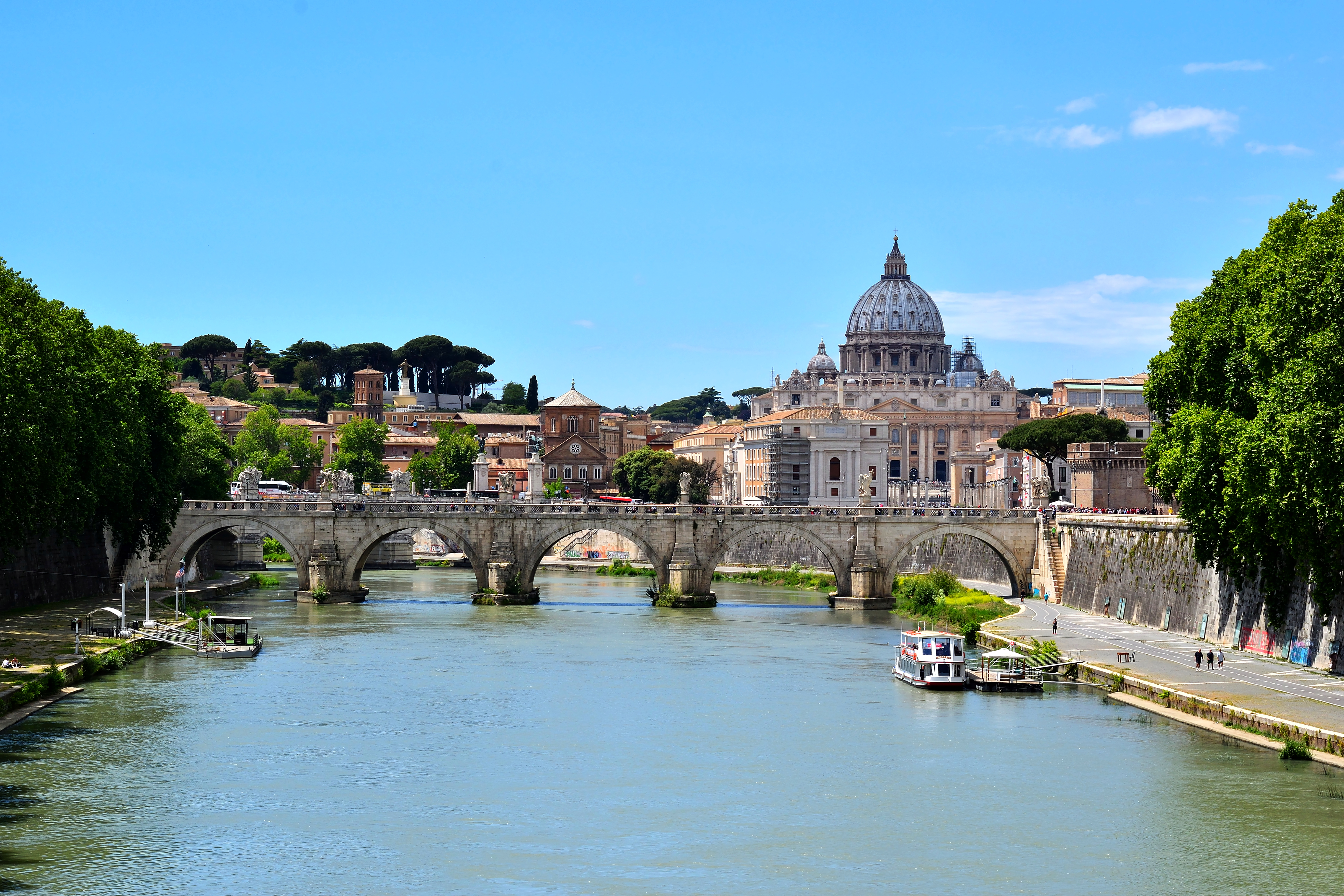
カトリック教会の総本山バチカン市国にあるサン・ピエトロ大聖堂

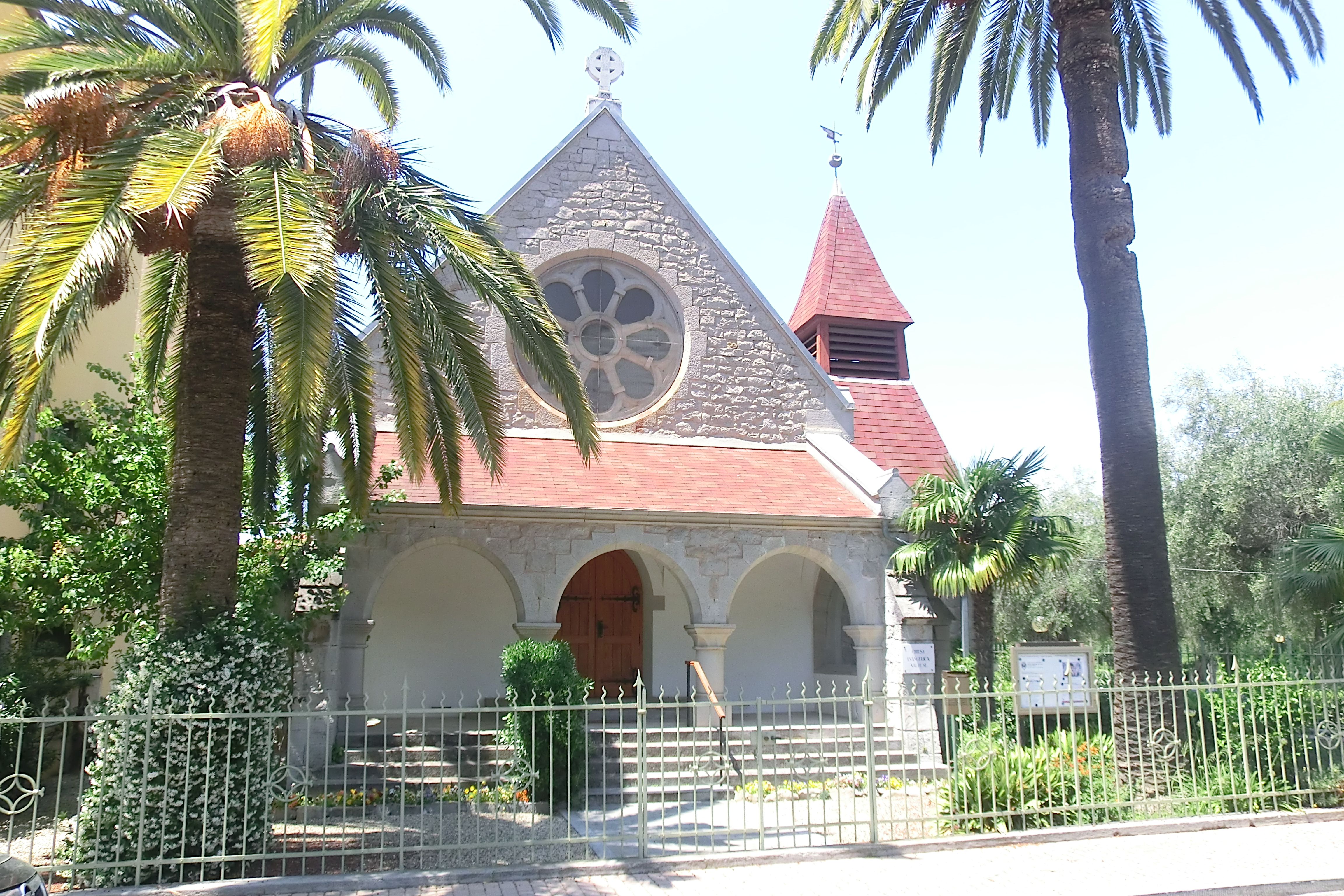
ボルディゲーラのプロテスタント教会

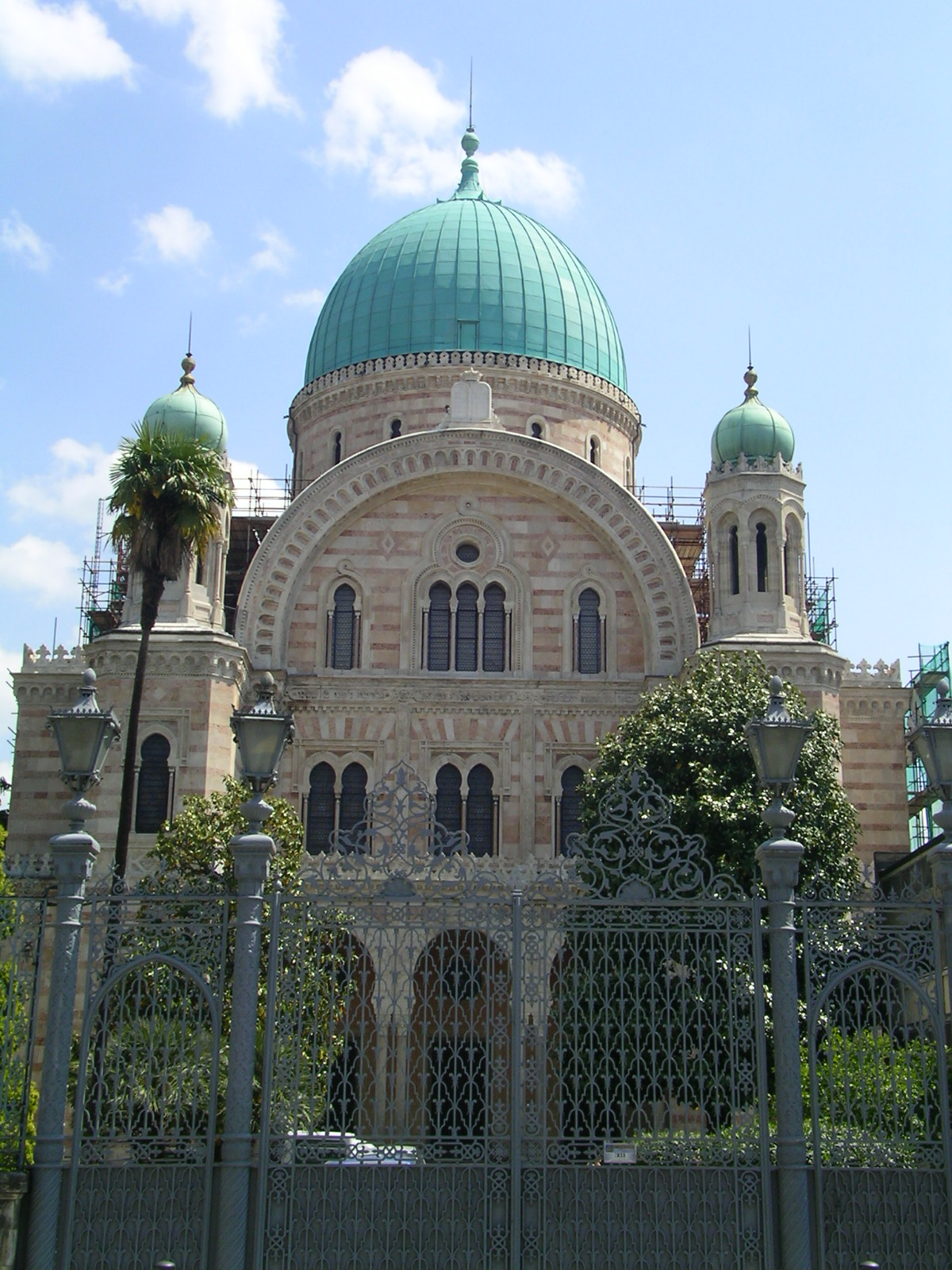
フィレンツェのシナゴーグ

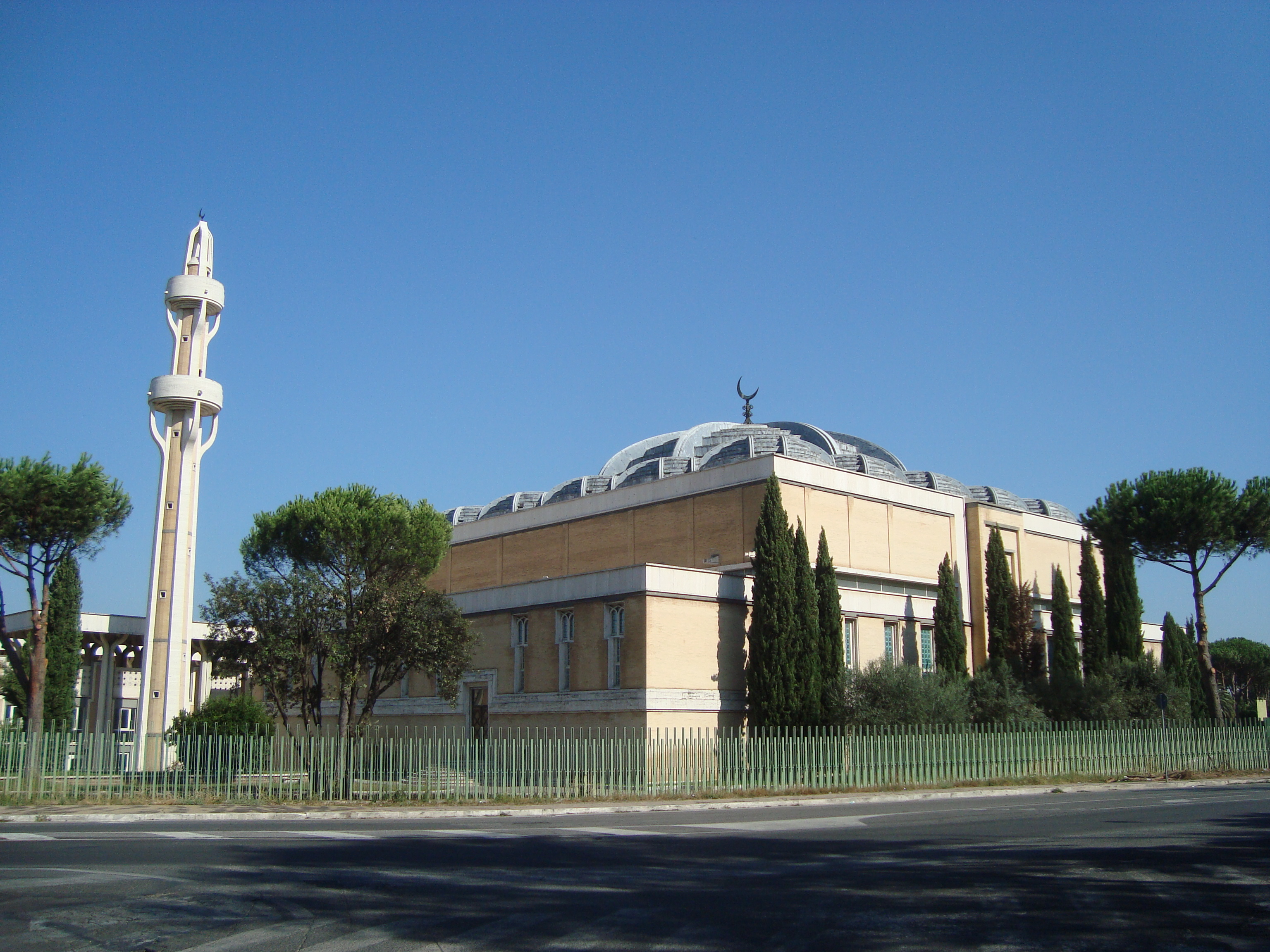
ローマのモスク

下記はイタリアの宗教別人口構成である。 (計58,751,711 - 2006年推計):
- キリスト教: 53,800,000 (91.6%)
  - カトリック教会: 51,600,000 (87.8%)
    - ラテン教会（英語版）: 51,500,000 (87.6%)
    - 東方典礼カトリック教会: 100,000 (0.2%)
      - イタロ・アルバニアン・カトリック教会（英語版）: 60,000 (0.1%)[10]
      - その他 (ルーマニア東方カトリック教会（英語版）、ウクライナ東方カトリック教会、アルメニア・カトリック教会（英語版）など): 40,000 (0.07%)

  - 他のキリスト教徒: 2,200,000 (3.8%)
    - 正教会: 950,000 (1.6%)[11]
      - ルーマニア正教会: 500,000 (0.85%)
      - ウクライナ正教会: 180,000 (0.31%)
      - モルドバ正教会（英語版）: 100,000 (0.15%)
      - その他 (ブルガリア正教会、セルビア正教会、ギリシャ正教会、ロシア正教会など): 180,000 (0.31%)

    - 聖公会: 50,000 (0.08%)
    - プロテスタント: 725,000 (1.3%) 
      - 福音主義及びペンテコステ派: 550,000 (0.94%)
        - アッセンブリーズ・オブ・ゴッド: 400,000 (0.68%)
        - その他: 150,000 (0.25%)

      - メインライン・プロテスタント: 175,000 (0.20%)[12][13]
        - ヴァルド派及びメソジスト: 57,000 (0.09%)
          - ワルドー派: 50,000 (0.08%)
          - メソジスト: 7,000 (0.01%)

        - セブンスデー・アドベンチスト教会: 25,000 (0.04%)
        - バプテスト教会: 20,000 (0.03%)
        - キリスト集会: 20,000 (0.03%)
        - ルーテル教会: 8,000 (0.01%)

      - その他 (ディサイプルス、カルヴァン主義、長老派教会、メノナイトなど): 30,000 (0.05%)

    - エホバの証人: 500,000 (0.85%)
    - 末日聖徒イエス・キリスト教会: 25,000 (0.04%) [14]

- イスラム教: 1,130,000 (1.9%)[11]
- 仏教: 160,000 (0.3%)[11]
- ヒンドゥー教: 115,000 (0.2%)[11]
- シク教: 70,000 (0.1%)[15]
- ユダヤ教: 45,000 (0.1%)
- バハイ教:  4,900[16]
- ダマヌール（英語版）: >1000
- 無宗教: 3,400,000 (5.8%)